# اسپم تصویری

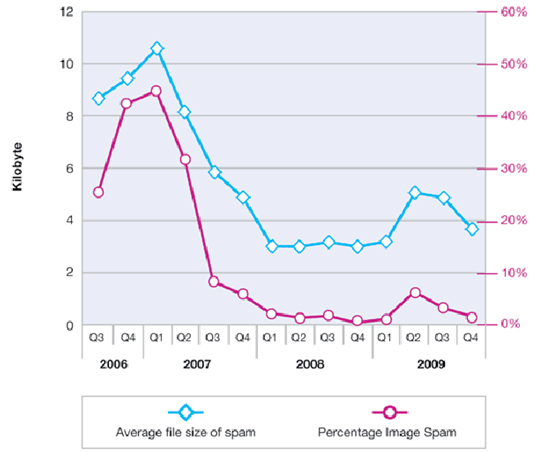
مقدار اسپم تصویری

اسپم تصویری(به انگلیسی: Image spam) یک نوع رایانامه اسپم است و متن اسپم به صورت یک تصویر در فایل تصویری ارائه داده می‌شود.

## نحوه کار
هنگامی که اسپم‌های تصویری توسط هرزفرست وارد دنیای اینترنت می‌شوند، بیشتر نرم‌افزارهای گرافیکی ارسال و دریافت ایمیل این فایل تصویری را به گونه‌ای برای کاربر نمایش می‌دهند که طبیعی به نظر برسد و تصویر پیام را به صورت مستقیم به کاربر ارائه می‌دهند. این کار در به دام انداختن و دور زدن نرم‌افزارهایفیلترینگ ایمیل کارایی بسیاری دارد.
علت این که تشخیص اسپم تصویری دشوارتر از تشخیص اسپم متنی است، آن است که اسپم تصویری به سختی توسط نرم‌افزار فیلترینگ اسپم کشف می‌شود.
نرم‌افزارهای فیلترینگ در اصل برای کشف اسپم بین ایمیل‌های ساده متنی طراحی شده‌است.
تلاش برای فیلتر متن در اسپم تصویری به راحتی شکست می‌خورد؛ زیرا در اسپم تصویری از شناسایی نویسه‌خوانی نوری متن، با استفاده از تکنیک‌های مبهم و نامشخص، جلوگیری می‌شود و مانع خوانده شدن تصویر اسپم توسط انسان می‌شود. این پدیده مشابه کپچاها است.

### تکنیک‌های مورد استفاده در اسپم تصویری
تکنیک‌های مبهم و نامشخص که مانع کشف اسپم‌های تصویری توسط نرم‌افزارهای فیلترینگ ایمیل می‌شود، می‌توانند شامل موارد زیر باشند:
- نامشخص و محو کردن محیط پیرامون متن
- ساختن تصویر از چندین لایه تصویری جمع‌آوری شده
- استفاده از فرمت‌های متحرک تصویری
- افزودن پارازیت‌های تصادفی به تصویر (که به نام confetti یا کاغذ رنگی شناخته می‌شوند) تا مانع کشف تصاویر مشابه با استفاده از الگوریتم‌های hash شوند.

## روش‌های مقابله با اسپم تصویری
در حال حاضر مطمئن‌ترین روش برای مقابله با اسپم تصویری، دور انداختن پیام‌های حاوی تصاویری است که به نظر نمی‌رسد از آدرس‌های ایمیل لیست سفید آمده باشند. هر چند با این کار این مشکل به وجود می‌آید که پیام‌های معتبر حاوی تصاویر که از طرف مکاتبه‌کننده‌های جدید می‌آیند، باید دور ریخته شوند.
تکنیک رایج دیگر برای کشف اسپم‌های تصویری، آن است که بررسی شود چند درصد ایمیل‌ها تصویری‌اند. چون غالباً اسپم‌های تصویری حاوی محتویات متنی بسیار کوچکی هستند.
بیشتر ارسال کنندگان ایمیل می‌توانند پیکربندی شوند تا تصاویر را فقط در صورت درخواست نمایش دهند. یک مورد مناسب که برای اینترنت اکسپلورر به کار رفته‌است. ارائه ایمیل بدون هرگونه تصویر است که به کاربر حق انتخاب داده می‌شود تا تصاویر را برای این ایمیل نشان دهد یا ندهد و بتواند به صورت اختیاری ارسال کننده را در لیست سفید قرار دهد.